# Rönö landskommun
Rönö landskommun var en tidigare kommun i Södermanlands län.

## Administrativ historik
Kommunen bildades som storkommun vid kommunreformen 1952 genom sammanläggning av kommunerna Lid, Ludgo, Ripsa, Runtuna, Råby-Rönö och Spelvik. Den fick sitt namn efter Rönö härad inom vars område kommunen låg.
Den ägde bestånd fram till utgången av år 1970, varefter dess område gick upp i Nyköpings kommun.
Kommunkoden var 0405.

### Kyrklig tillhörighet
I kyrkligt hänseende tillhörde kommunen församlingarna Lid, Ludgo, Ripsa, Runtuna, Råby-Rönö och Spelvik. Sedan 2002 omfattar Rönö församling samma område som denna kommun tidigare utgjorde.

## Kommunvapnet
Blasonering: I sköld, kluven av guld och grönt, en från ett berg uppväxande rönn med sex bärklasar, allt av motsatta tinkturer utom bärklasarna, som äro röda.

## Geografi
Rönö landskommun omfattade den 1 januari 1952 en areal av 326,37 km², varav 285,00 km² land. Efter nymätningar och arealberäkningar färdiga den 1 januari 1961 omfattade landskommunen samma datum en areal av 326,34 km², varav 285,25 km² land.

### Tätorter i kommunen 1960
I Rönö landskommun fanns den 1 november 1960 ingen tätort. Tätortsgraden i kommunen var då alltså 0,0 procent.

## Politik

### Mandatfördelning i valen 1950-1966
| 16 |  | 12 | 4 | 2 |

| 34 |

| 15 | 11 | 5 | 4 |

| 33 |

| 13 | 13 | 4 | 5 |

| 32 |

| 13 | 13 | 4 | 5 |

| 31 |

| 12 | 14 | 4 | 5 |

| 29 | 6 |